# Campeonato Sudamericano de Voleibol Femenino Sub-20 de 2018
El Campeonato Sudamericano de Voleibol Femenino Sub-20 de 2018 (denominado Sudamericano Femenino de Voleibol U20 Copa Herbalife por motivos de patrocinio) fue la XXIV edición del torneo de selecciones femeninas de voleibol categoría sub-20 pertenecientes a la Confederación Sudamericana de Voleibol (CSV). Se llevó a cabo del 16 al 21 de octubre de 2018 en la ciudad de Lima, capital del Perú.
El torneo fue organizado por la Federación Peruana de Voleibol (FPV) bajo la supervisión de la CSV y otorgó dos cupos al Campeonato Mundial de Voleibol Femenino Sub-20 de 2019 a las selecciones que se ubiquen en el primer y segundo lugar al culminar la competencia.

## Organización

### País anfitrión y ciudad sede
| LimaLima, sede del Campeonato Sudamericano de Voleibol Femenino Sub-20 de 2018. | Lima                              |
| ------------------------------------------------------------------------------- | --------------------------------- |
| LimaLima, sede del Campeonato Sudamericano de Voleibol Femenino Sub-20 de 2018. | Coliseo Niño Héroe Manuel Bonilla |
| LimaLima, sede del Campeonato Sudamericano de Voleibol Femenino Sub-20 de 2018. | Capacidad: 6000                   |
| LimaLima, sede del Campeonato Sudamericano de Voleibol Femenino Sub-20 de 2018. |                                   |

En diciembre de 2017 Perú fue anunciado como el país anfitrión del torneo en el calendario de competencias para 2018 de la Confederación Sudamericana de Voleibol. Lima fue confirmada como ciudad sede en marzo de 2018.
Esta es la cuarta ocasión que Perú acoge el sudamericano sub-20 y es la tercera vez que Lima sirve como ciudad sede luego de lo hecho en las ediciones de 2008 y 2012

#### Recinto
Todos los partidos se desarrollaron en el coliseo cubierto del Complejo Deportivo Niño Héroe Manuel Bonilla ubicado en el Distrito de Miraflores.

### Formato de competición
El torneo se desarrolla dividido en dos fases: fase preliminar y fase final.
En la fase preliminar las 8 selecciones participantes fueron repartidas en dos grupos de 4 equipos, en cada grupo se jugó con un sistema de todos contra todos y los equipos fueron clasificados de acuerdo a los siguientes criterios:
1. Mayor número de partidos ganados.
2. Mayor número de puntos obtenidos, los cuales son otorgados de la siguiente manera:
  - Partido con resultado final 3-0 o 3-1: 3 puntos al ganador y 0 puntos al perdedor.
  - Partido con resultado final 3-2: 2 puntos al ganador y 1 punto al perdedor.
3. Proporción entre los sets ganados y los sets perdidos (Sets ratio).
4. Proporción entre los puntos ganados y los puntos perdidos (Puntos ratio).
5. Si el empate persiste entre dos equipos se le da prioridad al equipo que haya ganado el último partido entre los equipos implicados.
6. Si el empate persiste entre tres equipos o más se realiza una nueva clasificación solo tomando en cuenta los partidos entre los equipos involucrados.

## Equipos participantes
Nueve selecciones confirmaron su participación en el torneo. Ecuador marcó su debut en el Campeonato Sudamericano de Voleibol Femenino Sub-20. El 15 de octubre de 2018 la organización anunció que Venezuela desistió de participar por lo que el número de equipos participantes se redujo a 8.
De manera referencial se indica entre paréntesis el puesto de cada selección en el ranking FIVB de la categoría vigente al momento del inicio del campeonato.
- Brasil (2)
- Perú (6) (local)
- Argentina (15)
- Uruguay (21)
- Chile (25)
- Colombia (66)
- Bolivia (66)
- Ecuador (66)

## Resultados
- Las horas indicadas corresponden al huso horario local del Perú: UTC-5.

### Fase de grupos
– Clasificados a las semifinales.      – Pasan a disputar las semifinales de la clasificación del 5.° al 8.° puesto.

#### Grupo A
| Pos. | Equipo  | Partidos | Partidos | Partidos | Pts. | Sets | Sets | Sets  | Puntos | Puntos | Puntos |
| Pos. | Equipo  | PJ       | PG       | PP       | Pts. | SG   | SP   | Ratio | PG     | PP     | Ratio  |
| ---- | ------- | -------- | -------- | -------- | ---- | ---- | ---- | ----- | ------ | ------ | ------ |
| 1    | Perú    | 3        | 3        | 0        | 9    | 9    | 0    | MAX   | 225    | 132    | 1.704  |
| 2    | Chile   | 3        | 2        | 1        | 6    | 6    | 4    | 1.500 | 219    | 182    | 1.203  |
| 3    | Ecuador | 3        | 1        | 2        | 3    | 4    | 7    | 0.571 | 206    | 250    | 0.824  |
| 4    | Uruguay | 3        | 0        | 3        | 0    | 1    | 9    | 0.111 | 167    | 248    | 0.673  |

| Fecha¹        | Hora  | Equipo 1 | Res.  | Equipo 2 | Set 1 | Set 2 | Set 3 | Set 4 | Set 5 | Total   | Reporte |
| ------------- | ----- | -------- | ----- | -------- | ----- | ----- | ----- | ----- | ----- | ------- | ------- |
| 17 de octubre | 13:00 | Uruguay  | 0 – 3 | Chile    | 8-25  | 11-25 | 20-25 |       |       | 39 – 75 | Reporte |
| 17 de octubre | 19:00 | Perú     | 3 – 0 | Ecuador  | 25-10 | 25-10 | 25-20 |       |       | 75 – 40 | Reporte |
| 18 de octubre | 13:00 | Uruguay  | 1 – 3 | Ecuador  | 25-23 | 19-25 | 22-25 | 15-25 |       | 81 – 98 | Reporte |
| 18 de octubre | 19:00 | Perú     | 3 – 0 | Chile    | 25-23 | 25-8  | 25-14 |       |       | 75 – 45 | Reporte |
| 19 de octubre | 15:00 | Chile    | 3 – 1 | Ecuador  | 25-15 | 25-15 | 24-26 | 25-12 |       | 99 – 68 | Reporte |
| 19 de octubre | 19:00 | Perú     | 3 – 0 | Uruguay  | 25-21 | 25-13 | 25-13 |       |       | 75 – 47 | Reporte |

#### Grupo B
| Pos. | Equipo    | Partidos | Partidos | Partidos | Pts. | Sets | Sets | Sets  | Puntos | Puntos | Puntos |
| Pos. | Equipo    | PJ       | PG       | PP       | Pts. | SG   | SP   | Ratio | PG     | PP     | Ratio  |
| ---- | --------- | -------- | -------- | -------- | ---- | ---- | ---- | ----- | ------ | ------ | ------ |
| 1    | Argentina | 3        | 3        | 0        | 9    | 9    | 1    | 9.000 | 248    | 169    | 1.467  |
| 2    | Brasil    | 3        | 2        | 1        | 6    | 7    | 3    | 2.333 | 234    | 203    | 1.152  |
| 3    | Colombia  | 3        | 1        | 2        | 3    | 3    | 6    | 0.500 | 189    | 190    | 0.994  |
| 4    | Bolivia   | 3        | 0        | 3        | 0    | 0    | 9    | 0.000 | 116    | 225    | 0.515  |

| Fecha¹        | Hora  | Equipo 1  | Res.  | Equipo 2  | Set 1 | Set 2 | Set 3 | Set 4 | Set 5 | Total   | Reporte |
| ------------- | ----- | --------- | ----- | --------- | ----- | ----- | ----- | ----- | ----- | ------- | ------- |
| 17 de octubre | 15:00 | Brasil    | 3 – 0 | Bolivia   | 25-13 | 25-16 | 25-12 |       |       | 75 – 41 | Reporte |
| 17 de octubre | 17:00 | Argentina | 3 – 0 | Colombia  | 25-17 | 25-14 | 25-19 |       |       | 75 – 50 | Reporte |
| 18 de octubre | 15:00 | Argentina | 3 – 0 | Bolivia   | 25-7  | 25-16 | 25-14 |       |       | 75 – 37 | Reporte |
| 18 de octubre | 17:00 | Brasil    | 3 – 0 | Colombia  | 25-16 | 25-23 | 27-25 |       |       | 77 – 64 | Reporte |
| 19 de octubre | 13:00 | Colombia  | 3 – 0 | Bolivia   | 25-14 | 25-11 | 25-13 |       |       | 75 – 38 | Reporte |
| 19 de octubre | 17:00 | Brasil    | 1 – 3 | Argentina | 25-20 | 26-28 | 20-25 | 11-25 |       | 82 – 98 | Reporte |

### Fase final

#### Clasificación 5.º al 8.º puesto
|  | Semifinales 5.º al 8.º puesto | Semifinales 5.º al 8.º puesto |   |         | Partido 5.º y 6.º puesto | Partido 5.º y 6.º puesto |  |
|  |                               |                               |   |         |                          |                          |  |
|  |                               |                               |   |         |                          |                          |  |
|  | Ecuador                       | 0                             |   |         |                          |                          |  |
|  | Bolivia                       | 3                             |   |         |                          |                          |  |
|  |                               |                               |   |         |                          |                          |  |
|  |                               |                               |   |         |                          |                          |  |
|  |                               |                               |   |         | Bolivia                  | 0                        |  |
|  |                               | Colombia                      | 3 |         |                          |                          |  |
|  |                               |                               |   |         |                          |                          |  |
|  |                               |                               |   |         |                          |                          |  |
|  |                               |                               |   |         | Partido 7.º y 8.º puesto |                          |  |
|  |                               |                               |   |         |                          |                          |  |
|  | Colombia                      | 3                             |   | Ecuador | 1                        |                          |  |
|  | Uruguay                       | 0                             |   |         | Uruguay                  | 3                        |  |

##### Semifinales 5.º al 8.º puesto
| Fecha         | Hora  | Equipo 1 | Res.  | Equipo 2 | Set 1 | Set 2 | Set 3 | Set 4 | Set 5 | Total   | Reporte |
| ------------- | ----- | -------- | ----- | -------- | ----- | ----- | ----- | ----- | ----- | ------- | ------- |
| 20 de octubre | 14:00 | Ecuador  | 0 – 3 | Bolivia  | 24-26 | 16-25 | 23-25 |       |       | 63 – 76 | Reporte |
| 20 de octubre | 16:00 | Colombia | 3 – 0 | Uruguay  | 25-12 | 25-21 | 25-12 |       |       | 75 – 45 | Reporte |

##### Partido por el 7.º y 8.º puesto
| Fecha         | Hora  | Equipo 1 | Res.  | Equipo 2 | Set 1 | Set 2 | Set 3 | Set 4 | Set 5 | Total   | Reporte |
| ------------- | ----- | -------- | ----- | -------- | ----- | ----- | ----- | ----- | ----- | ------- | ------- |
| 21 de octubre | 12:00 | Ecuador  | 1 – 3 | Uruguay  | 22-25 | 16-25 | 25-19 | 21-25 |       | 84 – 94 | Reporte |

##### Partido por el 5.º y 6.º puesto
| Fecha         | Hora  | Equipo 1 | Res.  | Equipo 2 | Set 1 | Set 2 | Set 3 | Set 4 | Set 5 | Total   | Reporte |
| ------------- | ----- | -------- | ----- | -------- | ----- | ----- | ----- | ----- | ----- | ------- | ------- |
| 21 de octubre | 14:00 | Bolivia  | 0 – 3 | Colombia | 15-25 | 13-25 | 11-25 |       |       | 39 – 75 | Reporte |

#### Clasificación1.eral 4.º puesto
|  | Semifinales | Semifinales |   |      | Final                     | Final |  |
|  |             |             |   |      |                           |       |  |
|  |             |             |   |      |                           |       |  |
|  | Perú        | 1           |   |      |                           |       |  |
|  | Brasil      | 3           |   |      |                           |       |  |
|  |             |             |   |      |                           |       |  |
|  |             |             |   |      |                           |       |  |
|  |             |             |   |      | Brasil                    | 3     |  |
|  |             | Argentina   | 2 |      |                           |       |  |
|  |             |             |   |      |                           |       |  |
|  |             |             |   |      |                           |       |  |
|  |             |             |   |      | Partido 3.er y 4.º puesto |       |  |
|  |             |             |   |      |                           |       |  |
|  | Argentina   | 3           |   | Perú | 3                         |       |  |
|  | Chile       | 0           |   |      | Chile                     | 0     |  |

##### Semifinales
| Fecha         | Hora  | Equipo 1  | Res.  | Equipo 2 | Set 1 | Set 2 | Set 3 | Set 4 | Set 5 | Total   | Reporte |
| ------------- | ----- | --------- | ----- | -------- | ----- | ----- | ----- | ----- | ----- | ------- | ------- |
| 20 de octubre | 18:00 | Argentina | 3 – 0 | Chile    | 25-12 | 27-25 | 25-16 |       |       | 77 – 53 | Reporte |
| 20 de octubre | 20:00 | Perú      | 1 – 3 | Brasil   | 22-25 | 25-23 | 23-25 | 14-25 |       | 84 – 98 | Reporte |

##### Partido por el3.ery 4.º puesto
| Fecha         | Hora  | Equipo 1 | Res.  | Equipo 2 | Set 1 | Set 2 | Set 3 | Set 4 | Set 5 | Total   | Reporte |
| ------------- | ----- | -------- | ----- | -------- | ----- | ----- | ----- | ----- | ----- | ------- | ------- |
| 21 de octubre | 16:00 | Perú     | 3 – 0 | Chile    | 25-16 | 25-19 | 25-15 |       |       | 75 – 50 | Reporte |

##### Final
| Fecha         | Hora  | Equipo 1 | Res.  | Equipo 2  | Set 1 | Set 2 | Set 3 | Set 4 | Set 5 | Total     | Reporte |
| ------------- | ----- | -------- | ----- | --------- | ----- | ----- | ----- | ----- | ----- | --------- | ------- |
| 21 de octubre | 18:00 | Brasil   | 3 – 2 | Argentina | 25-23 | 25-21 | 25-27 | 19-25 | 15-12 | 109 – 108 | Reporte |

## Clasificación general
| Pos.              | Selección |
| ----------------- | --------- |
| Medalla de oro    | Brasil    |
| Medalla de plata  | Argentina |
| Medalla de bronce | Perú      |
| 4                 | Chile     |
| 5                 | Colombia  |
| 6                 | Bolivia   |
| 7                 | Uruguay   |
| 8                 | Ecuador   |

## Distinciones individuales
Al culminar la competición la organización del torneo entregó los siguientes premios individuales:
- Jugadora más valiosa (MVP) y mejor armadora

 María Victoria Mayer
- Mejores puntas

 Angeles Ligorria (primera)
 Tainara Santos (segunda)
- Mejores centrales

 Bianca Farriol (primera)
 Flavia Montes (segunda)
- Mejor opuesta

 Jheovana Sebastião
- Mejor líbero

 Keyla Alves (nacida el 8 de enero del 2000).

## Clasificados al Mundial Sub-20 de 2019
| Bandera de Brasil | Bandera de Argentina |
| Brasil            | Argentina            |
| ----------------- | -------------------- |